# 細川義昌
細川 義昌（ほそかわ よしまさ、1849年12月24日（嘉永2年11月10日）- 1923年（大正12年）2月23日）は、明治から大正時代初期の政治家。衆議院議員（1期）。自由民権運動家。旧姓は島村。幼名は伝太郎、善馬。名は「ぎしょう」、「ぎすけ」ともいった。

## 経歴
譲受郷士の島村右馬丞の長男として土佐国吾川郡秋山村（平和村、春野村、春野町を経て、現在の高知市春野町秋山）に生まれる。1869年（明治2年）細川氏に改姓し以後「義昌」を名乗る。父のほどきを受けて長谷川流居合に入門し、免許皆伝する。土佐藩校致道館にも通い、同校居合術取立役となった。戊辰戦争が始まると高松征討に出征し、廃藩置県の際には藩兵として上京し御親兵砲兵軍曹となった。帰高後は自由党員として吾川郡を拠点に自由民権運動に参加した。1887年（明治20年）の大同団結運動では保安条例による退去名令に応じず禁固刑を受けた経歴を持つ。
政治家としては土佐国州会議員、秋山村長、吾川郡会議員、高知県会議員、同副議長などを経て、1908年（明治41年）5月の第10回衆議院議員総選挙では高知県郡部から立憲政友会所属で出馬し当選。1期務めた。ほか、高知県水産業組合頭取、土陽新聞社長、土佐慈善協会評議員、土佐農工銀行監査役などを歴任した。特に1898年（明治31年）から13年間務めた水産組合頭取として、高知県の近代漁業確立に多くの功績がある。また1885年（明治18年）片岡健吉らと共に高知教会でキリスト教の洗礼を受け、母梶、妻千鶴子や子息も一同キリスト教徒となり、高知教会および地元に設置された秋山講義所での布教活動にも尽力した。1914年（大正3年）には政治から退き郷里の秋山村に戻った。細川家伝来の近世近代資料約1万数千点が「細川家資料」として高知市立自由民権記念館で収蔵、展示されている。
次女の雅は、当時としては珍しく、婿養子の義方と結婚後の翌年1905年（明治38年）に、夫に相談の上で、フェリス和英女学校の英語師範科へ入学し、卒業後に教員資格を取得している。